# Jordi Mancebo Cortés
Jordi Mancebo Cortés (1957 - 6 d'agost de 2022) fou un metge, investigador i professor universitari català.
Llicenciat en Medicina i Cirurgia el 1980 i doctorat en Medicina el 1991 per la Universitat Autònoma de Barcelona, es va especialitzar en Medicina intensiva el 1986, i va ocupar diversos càrrecs directius a l'Hospital de la Santa Creu i Sant Pau de Barcelona, com el de subdirector de Gestió Clínica. El 2009 es va fer càrrec de la direcció del servei de medicina intensiva del Sant Pau, càrrec que ocupà fins al final dels seus dies.
Mancebo compaginà la clínica amb la publicació i edició d'articles científics a la revista American Journal of Respiratory and Critical Care Medicine i la docència. Des del 2017 era professor titular al departament de medicina de la Universitat de Mont-real, al Canadà, i professor associat a la UAB. L'últim gran estudi en què va participar com a investigador va ser el que demostrava que posar els pacients intubats en posició decúbit pron –de bocaterrosa– afavoria l'oxigenació dels pulmons i els millorava el pronòstic.
L'agost del 2022 va morir a conseqüència d'un càncer de pulmó, en estat avançat, que no va poder superar.

## Reconeixements
La seva dilatada experiència en recerca li va valdre diversos premis i distincions nacionals i internacionals. L'any 2013 va rebre el Premi a l'Excel·lència Professional del Col·legi Oficial de Metges de Barcelona (COMB). Era soci d'honor de la societat científica catalana dels especialistes en l'atenció al malalt crític (SOCMIC) i, el juny del 2022, només dos mesos abans del seu decés, fou homenatjat i distingit per la Societat Espanyola de Medicina Intensiva, Crítica i Unitats Coronàries (SEMICYUC) per ser un referent de la medicina intensiva i exemple d'excel·lència mèdica a l'Estat.